# Austrotritia dentata
Austrotritia dentata är en kvalsterart som beskrevs av Aoki 1980. Austrotritia dentata ingår i släktet Austrotritia och familjen Oribotritiidae. Inga underarter finns listade.